# Maswarah (huyện)
Huyện Maswarah là một huyện thuộc tỉnh Al Bayda', Yemen. Đến thời điểm năm 2003, huyện này có dân số 7038 người